# Mission Hill (Dacota do Sul)
Mission Hill é uma cidade  localizada no estado norte-americano de Dakota do Sul, no Condado de Yankton.

## Demografia
Segundo o censo norte-americano de 2000, a sua população era de 183 habitantes.
Em 2006, foi estimada uma população de 172, um decréscimo de 11 (-6.0%).

## Geografia
De acordo com o United States Census Bureau tem uma área de
0,9 km², dos quais 0,9 km² cobertos por terra e 0,0 km² cobertos por água. Mission Hill localiza-se a aproximadamente 365 m acima do nível do mar.

## Localidades na vizinhança
O diagrama seguinte representa as localidades num raio de 20 km ao redor de Mission Hill.